# Thornburghiella withersi
Thornburghiella withersi är en tvåvingeart som beskrevs av Wagner 1994. Thornburghiella withersi ingår i släktet Thornburghiella och familjen fjärilsmyggor. Inga underarter finns listade i Catalogue of Life.